# コビトシジミ
コビトシジミ（ Brephidium exilis） は、チョウ目（鱗翅目）アゲハチョウ上科シジミチョウ科に分類されるチョウの一種。

## 分布
アメリカ合衆国（オレゴン州とネブラスカ州）からベネズエラにかけて分布する。

## 特徴
開長1.2-1.9cm。世界で最も小さいチョウのひとつ。
翅表は銅褐色で、基部はくすんだ灰青色。後翅の裏に黒斑が並ぶ。
アカザ科を主な食草とする。食草さえあれば、草原、湿地、道端、農園、砂漠などどこでもみられる。